# Cleome brasiliensis
Cleome brasiliensis là một loài thực vật có hoa trong họ Màng màng. Loài này được Weinm. mô tả khoa học đầu tiên năm 1824.